# 劍岳

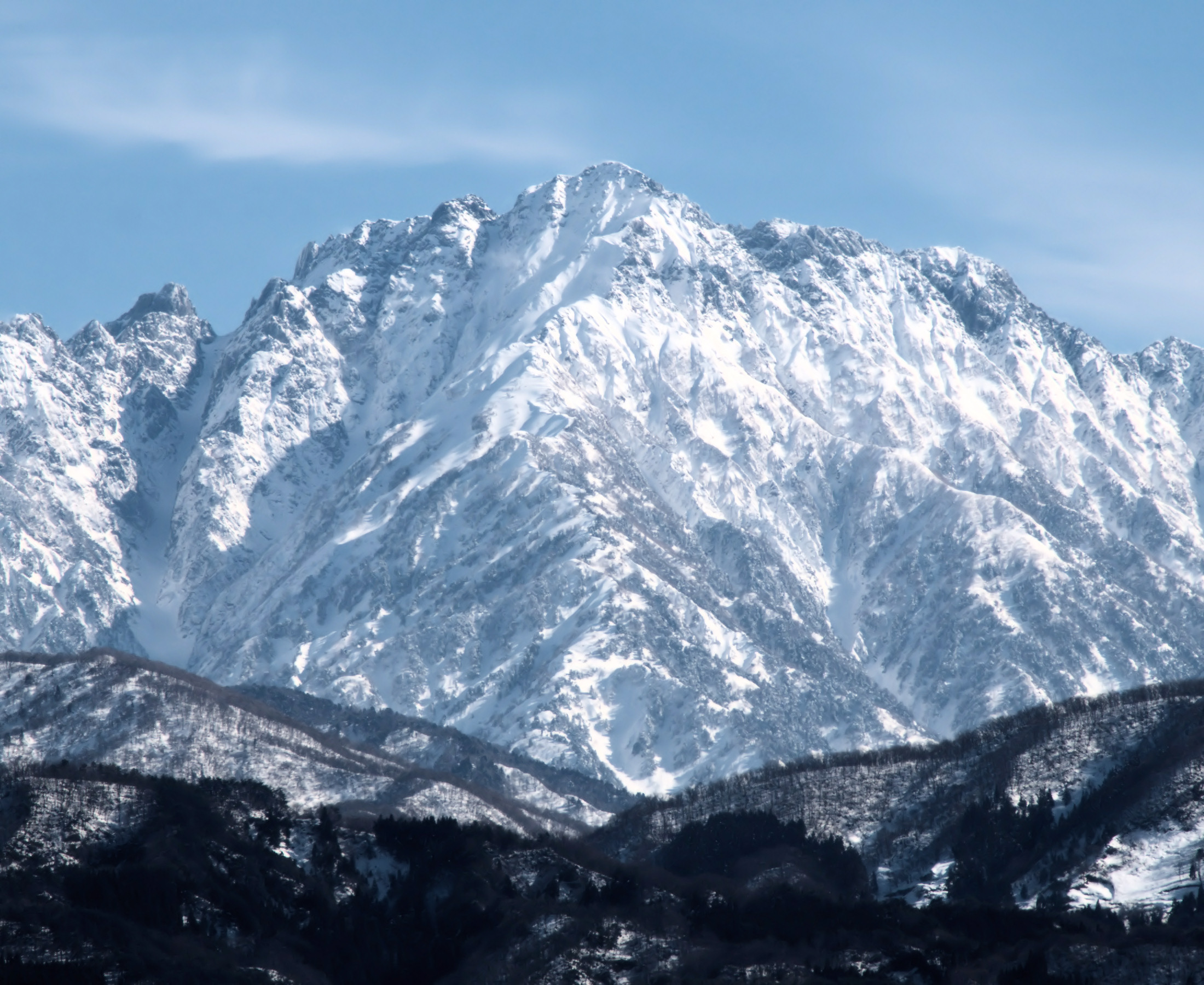
剑岳早月尾根

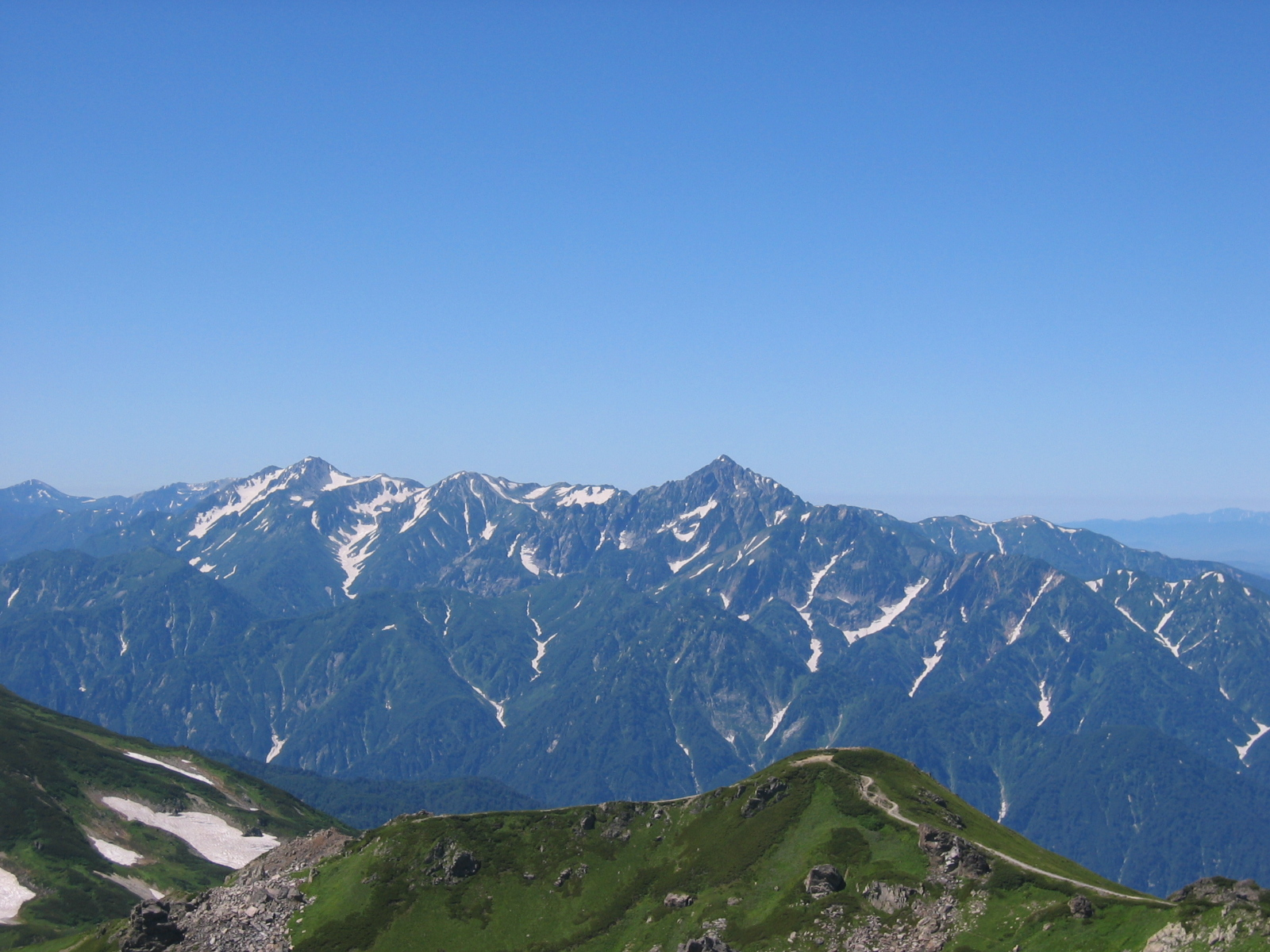
从白马岳看立山和剑岳

剑岳（つるぎだけ）是飞驒山脉北部的一座山峰。位于日本富山县上市町和立山町交界。剑岳海拔高度为2,999米，是日本百名山之一。

## 历史
剑岳自古是日本山岳信仰的对象之一，山神是天手力雄神（太刀尾天神剑岳神、本地不动明王）。在立山信仰中剑岳被视为针山地狱，被禁止攀登。有人說弘法大师曾经穿破草鞋千双也未曾到达山顶，直到明治后期剑岳才由日本陆军参谋本部陆地测量队柴崎芳太郎率领的登山队成功登頂。
- 1907年（明治40年）7月13日生田信等人由长次郎雪渓登顶成功。
- 1907年（明治40年）7月28日柴崎本人登顶成功。向导是宇治长次郎。
- 1909年（明治42年）7月24日石崎光瑶，河合良成，吉田孙四郎，野村义重由宇治长次郎带领登顶成功。
- 1913年（大正2年8月11日）小暮理太郎，田部重治从別山尾根登顶成功。
- 1924年（大正13年）7月，剑泽小屋（剑山庄）建成。
- 1966年（昭和41年）3月，富山县实行登山登记条例。
- 2004年（平成16年）8月，设置三等三角点。
- 2005年（平成17年），剑山庄因为积雪倒塌。
- 2007年（平成19年）7月，剑山庄再建后恢复营业。

## 登山
剑岳靠近日本海，攀登的危险度比较高，现在一般从一服剑经前剑到山顶。沿途设置有绳索和铁梯，即便如此很多地方十分陡峭只容一人通过，稍不谨慎就有性命之虞，登山事故屡见不鲜。因此攀登剑岳必须事先在各登山口提交登山预定表。

### 登山路线
一般登山路线有两条。
- 別山尾根。室堂站-雷鸟泽-剑御前小舍-剑泽小屋-剑山庄-一服剑-前剑-山顶。
- 早月川尾根。上市町马场岛-早月尾根-別山尾根-早月小屋-山顶。

## 图片集

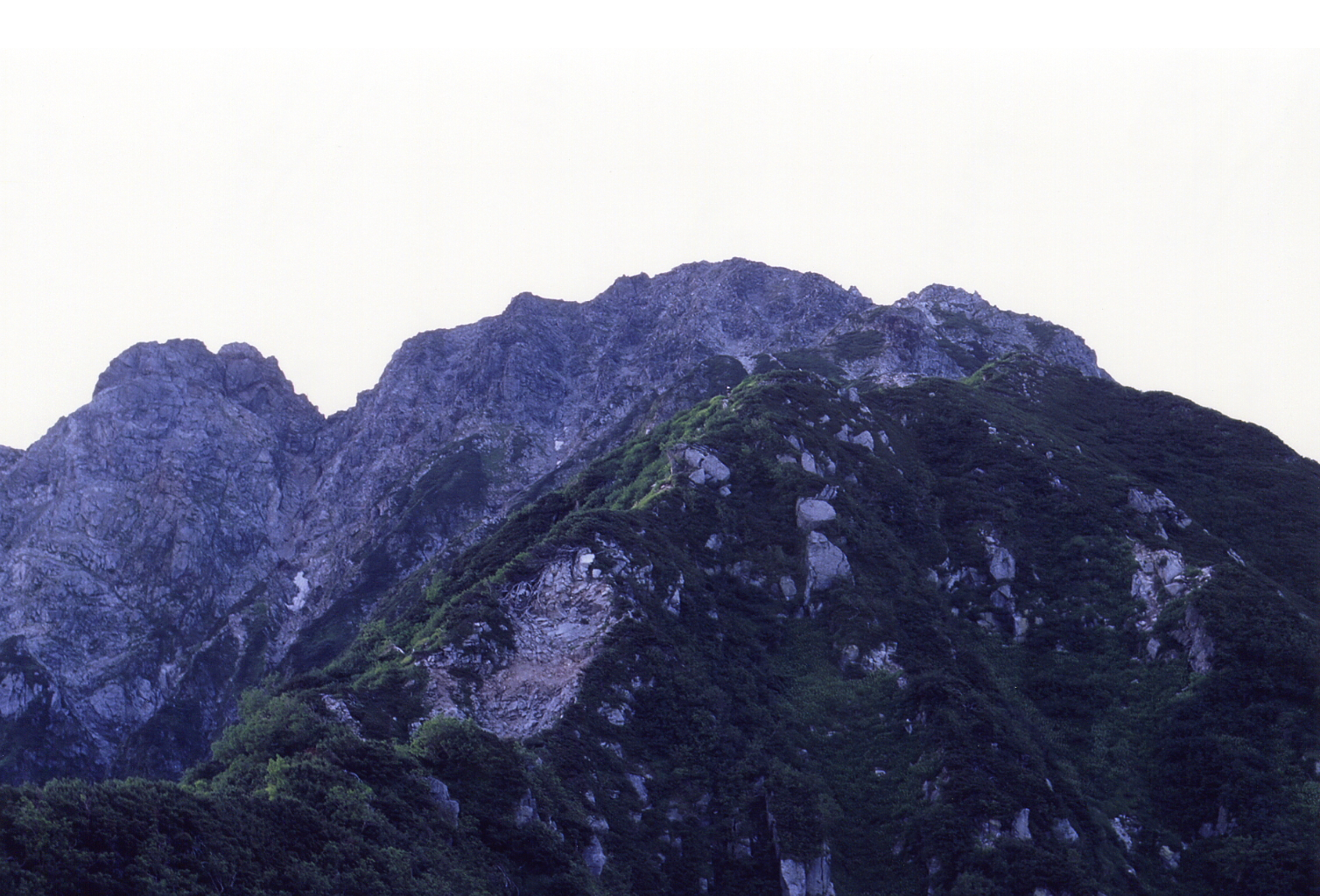
从早月尾根看剑岳
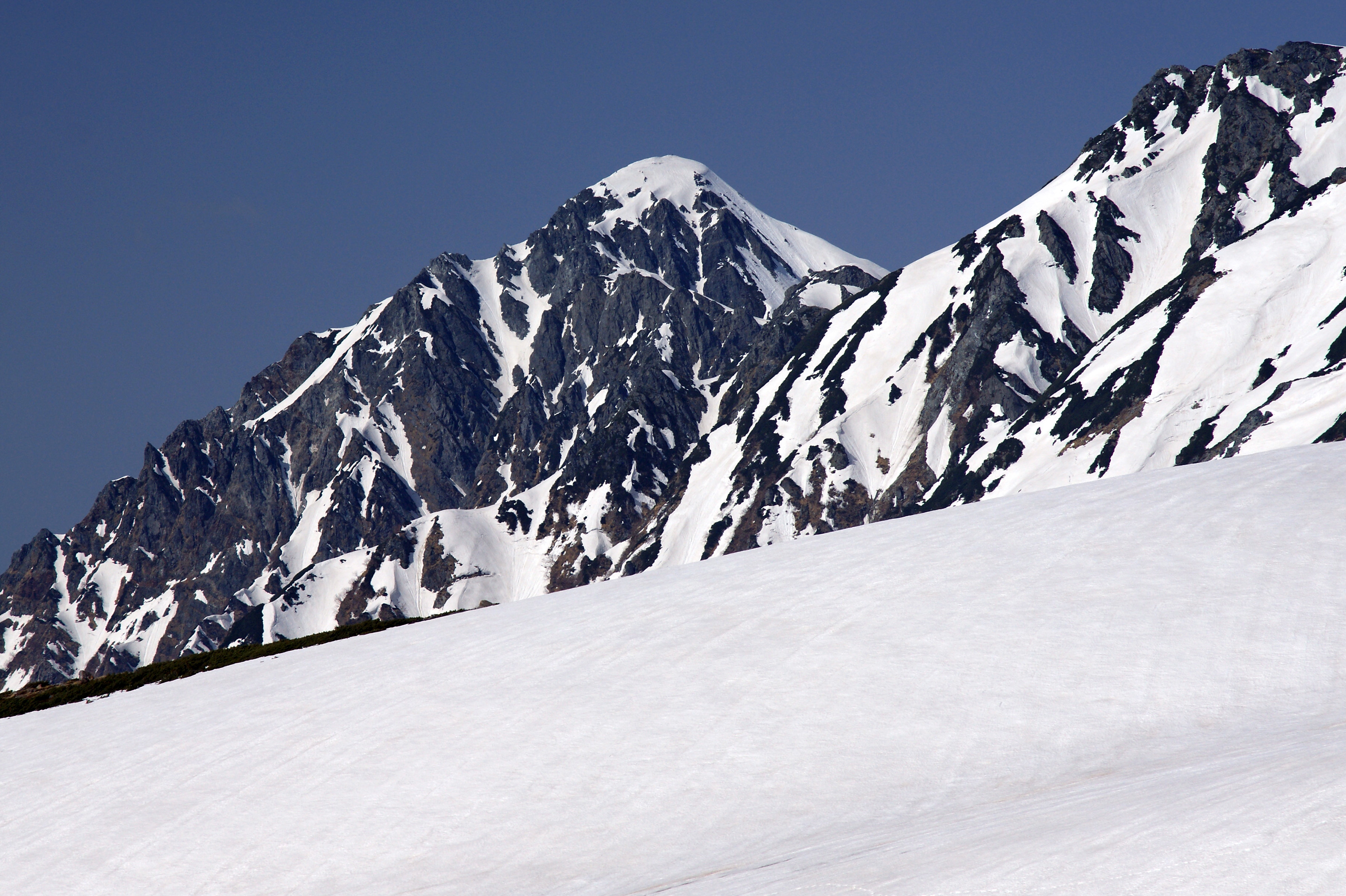
从室堂平看剑岳
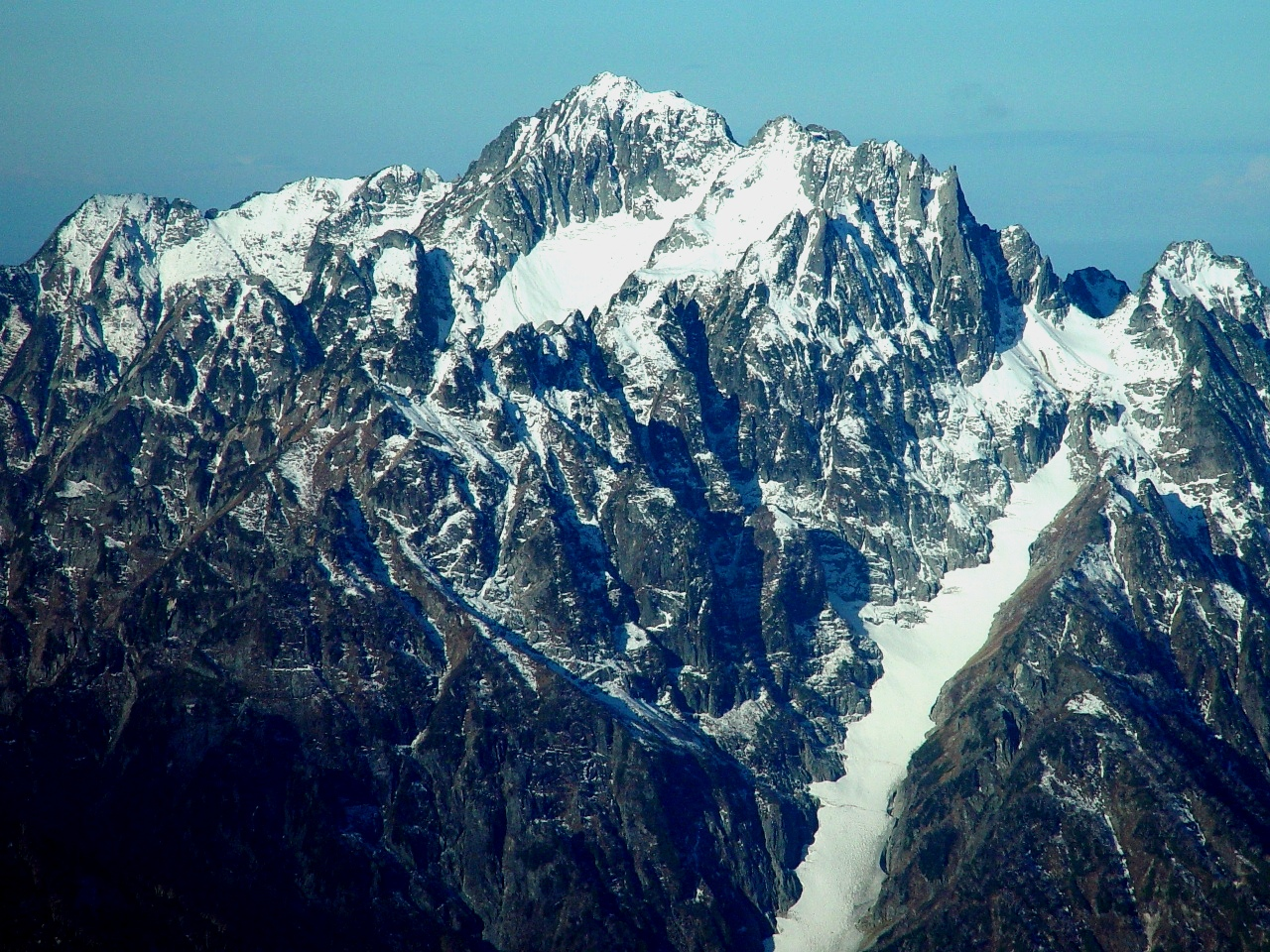
从鹿島槍岳看剑岳